# Páty
Páty é um município da Hungria, situado no condado de Peste. Tem 39,3 km² de área e sua população em 2015 foi estimada em 7.476 habitantes.